# Rohrbachgraben
Rohrbachgraben is een gemeente en plaats in het Zwitserse kanton Bern, en maakt deel uit van het district Oberaargau.
Rohrbachgraben telt 409 inwoners.